# The Brilliant Darkness
 (février 2024).
 (février 2024).
La mise en forme du texte ne suit pas les recommandations de Wikipédia : il faut le « wikifier ».
Les points d'amélioration suivants sont les cas les plus fréquents :
- Les titres sont pré-formatés par le logiciel. Ils ne sont ni en capitales, ni en gras.
- Le texte ne doit pas être écrit en capitales (les noms de famille non plus), ni en gras, ni en italique, ni en « petit »…
- Le gras n'est utilisé que pour surligner le titre de l'article dans l'introduction, une seule fois.
- L'italique est rarement utilisé : mots en langue étrangère, titres d'œuvres, noms de bateaux, etc.
- Les citations ne sont pas en italique mais en corps de texte normal. Elles sont entourées par des guillemets français : « et ».
- Les listes à puces sont à éviter, des paragraphes rédigés étant largement préférés. Les tableaux sont à réserver à la présentation de données structurées (résultats, etc.).
- Les appels de note de bas de page (petits chiffres en exposant, introduits par l'outil «  Source ») sont à placer entre la fin de phrase et le point final[comme ça].
- Les liens internes (vers d'autres articles de Wikipédia) sont à choisir avec parcimonie. Créez des liens vers des articles approfondissant le sujet. Les termes génériques sans rapport avec le sujet sont à éviter, ainsi que les répétitions de liens vers un même terme.
- Les liens externes sont à placer uniquement dans une section « Liens externes », à la fin de l'article. Ces liens sont à choisir avec parcimonie suivant les règles définies. Si un lien sert de source à l'article, son insertion dans le texte est à faire par les notes de bas de page.
- La présentation des références doit suivre les conventions bibliographiques. Il est recommandé d'utiliser les modèles {{Ouvrage}}, {{Chapitre}}, {{Article}}, {{Lien web}} et/ou {{Bibliographie}}. Le mode d'édition visuel peut mettre en forme automatiquement les références.
- Insérer une infobox (cadre d'informations à droite) n'est pas obligatoire pour parachever la mise en page.

Pour une aide détaillée, merci de consulter Aide:Wikification.
Si vous pensez que ces points ont été résolus, vous pouvez retirer ce bandeau et améliorer la mise en forme d'un autre article.
Pour les articles homonymes, voir Darkness.
Pour plus de détails, voir Fiche technique et Distribution.
The Brilliant Darkness (Dem Toi Ruc Ro!)  est un film vietnamien réalisé par Aaron Toronto. 
Il est présenté au festival du film de Santa Fe en 2022, où il remporte deux prix, celui de la meilleure histoire, et celui de la meilleure performance, attribué à l'actrice Nha Uyên.

## Synopsis
A l'occasion d'un enterrement, une famille désunie se rassemble. Le père a accumulé les dettes, notamment auprès de mafieux qui lui lancent un ultimatum : il a jusqu'à l'aube pour les rembourser, ou bien ils le tueront. 

## Fiche technique
- Titre en anglais : The Brilliant Darkness
- Titre original : Dêm Tôi Ruc Ro
- Réalisation : Aaron Toronto
- Scénario : Nha Uyên Li Nguyen et Aaron Toronto
- Directeur de la photographie : Nguyen Khac Nhat
- Pays d'origine : Viêt Nam
- Format : couleur
- Genre : drame
- Durée : 103 minutes[2]

## Distribution
- Nha Uyên Li Nguyen : Song
- Kien An : Mr Toan
- Diem Phuong : Ruby
- Xuan Trang : Kingsley[2]

## Accueil
Le film remporte un énorme succès, devançant même les blockbusters malgré son statut de film indépendant, et principalement grâce au bouche-à-oreille, car les frais engagés pour la publicité sont peu importants. 

## Analyse
Le film parle de la violence exercée sur les enfants par les membres de leur famille. Une enquête en 2019 révèle ainsi qu'au Viêt Nam, deux enfants sur trois doivent faire face à ce genre de situations. Pour autant, le sujet est peu évoqué.